# Tubarão-cabeça-chata
O tubarão-cabeça-chata (Carcharhinus leucas), também conhecido como tubarão-touro, tubarão-buldogue ou tubarão-do-zambeze, é uma espécie de tubarão da ordem Carcharhiniformes. É conhecido por ser uma das mais perigosas e uma das únicas espécies de tubarão capazes de habitar tanto água salgada como também, por longos períodos, água doce.
Atinge de 2,1 a 3,5 metros de comprimento, e sua coloração dorsal vai desde marrom a cinza, com o ventre branco. Seus dentes possuem formato triangular, sendo que os da mandíbula inferior se parecem com pregos, que ajudam a segurar a presa, enquanto os dentes superiores, serrilhados, rasgam a carne. Além disso, possui o hábito de chacoalhar a cabeça (assim como outras espécies), o que aumenta o dano causado à presa. Essas características, além do fato de ser uma espécie muito próxima dos humanos, fazem do tubarão-cabeça-chata uma das espécies de tubarão mais perigosas. Muitos especialistas, inclusive, consideram-no mais perigoso para os humanos do que espécies maiores, como o tubarão-branco e o tubarão-tigre.
Alimenta-se de peixes, incluindo outros tubarões (até da mesma espécie) e arraias, além de tartarugas, aves, golfinhos e outros animais marinhos. É encontrado em regiões costeiras, mas pode viver por longos períodos em rios, lagos e estuários. A espécie já foi encontrada a 3.700 km de distância do mar, no rio Amazonas, e também ocorre em vários outros grandes rios ao redor do mundo (um de seus nomes vulgares, "tubarão-do-Zambeze", deriva do rio Zambeze, na África, onde indíviduos dessa espécie já foram vistos). Também é a principal espécie a ter incidentes com humanos em áreas fluviais, graças à capacidade de realizar osmorregulação, o que a permite viver em regiões de baixa salinidade.
Vive numa profundidade que varia de cerca de 30 metros a até menos de um metro, e é encontrado no Brasil, principalmente em Recife, onde foi responsável por diversos ataques na praia de Boa Viagem, juntamente com o tubarão-tigre. O tubarão-cabeça-chata apresenta um dos maiores índices de testosterona entre os tubarões (vale mencionar, porém, que alguns estudos contestam alguns índices exorbitantes já afirmados), o que contribui para seu temperamento agressivo. É extremamente territorialista e constantemente ataca outros seres marinhos maiores que ele.
O tubarão-cabeça-chata é vivíparo e dá à luz cerca de 13 filhotes, depois de uma gestação que dura, aproximadamente, um ano. Os filhotes nascem com cerca de 70 cm de comprimento e encontram-se normalmente em baías, bocas de rios e mangues. Sua expectativa de vida é de até 25 anos.